# II Mundial de Futevôlei 4 por 4
O II Mundial de Futevôlei 4 por 4, ou Mundial de Futevôlei 4 por 4 de 2012 foi a segunda edição do Mundial de Futevôlei 4 por 4.
O campeonato, disputado em 2012, nas areias da Praia de Copacabana, em frente ao Copacabana Palace teve entrada franca, recebeu patrocínio da Volkswagen e foi transmitido ao vivo pelo canal SporTV.

## Formato
01) Dois grupos de quatro equipes, sendo uma equipe do Brasil em cada grupo;
02) Classificam-se os dois melhores de cada grupo para as semifinais;
03) Desempates: número de vitórias; saldo de pontos; confronto direto; pontos pró; sorteio.

## Equipes
BRASIL 1: Romário, Léo Tubarão, Anderson, Alexandre e Helinho
BRASIL 2: Renato Gaúcho, Leandro, Fábio, Tatá, Pião
ITÁLIA: Aldair, Mazzieri, Montanari, Bernardo, Denny
PORTUGAL: Oceano, Bruno Santos, Marco, Alex Oliveira, Bruno Alexandre
URUGUAI: Tabaré Silva, Christian, Chueco, Sebá, Nico
PARAGUAI: Romerito, Quicho, Jesus, Victor, Odi
ARGENTINA: Caniggia, Mariano, Sebastian, Lizandro, Pablo
ESPANHA: Donato, Alex, Nacho, Cabanillias, Jorge

## Chaves
Chave A: BRASIL 1, Itália, França e Portugal
Chave B: BRASIL 2, Paraguai, Argentina e Espanha

## Resultados
- BRASIL-1 25 X 15 PARAGUAI
- PORTUGAL 25 X 19 URUGUAI
- BRASIL-2 25 X 16 ITÁLIA
- ARGENTINA 19 X 25 ESPANHA
- BRASIL-1 25 X 8 PORTUGAL
- PARAGUAI 25 X 12 URUGUAI
- BRASIL-1 25 X 15 URUGUAI
- ITÁLIA 25 X 20 ARGENTINA
- BRASIL-2 25 X 13 ESPANHA
- PARAGUAI 25 X 20 PORTUGAL
- BRASIL-2 25 X 8 ARGENTINA
- ITÁLIA 25 X 16 ESPANHA

### Semifinais
- PARAGUAI 25 X 19 ITÁLIA
- BRASIL-A 17 X 25 BRASIL-B

### Disputa pelo terceiro lugar
Na disputa pelo terceiro lugar, a equipe BRASIL 1 venceu o quarteto italiano.

### Final
A final desta edição foi disputada no dia 10 de Março, e a equipe BRASIL-2 derrotou o Paraguai, por 2 sets a 1 (parciais de 25/19, 22/25 e 15/14), conquistando o título do II Mundial da modalidade.
- BRASIL B 2 X 1 PARAGUAI